# Festival d'Angoulême 1981
La huitième édition du Salon international de la bande dessinée d'Angoulême se déroule du 23 au 25 janvier 1981 autour du thème « L'espace sonore dans la bande dessinée ».

## Affiche
- André Franquin, premier grand prix en 1974, dessine l'affiche du festival.

## Grand prix
Le grand prix de la ville d'Angoulême est remis à Jean Giraud, alias Moebius, dessinateur de Blueberry et figure tutélaire de la bande dessinée de science-fiction française.

## Palmarès
Pour la première fois, le jury remettant les prix est présidé par le Grand Prix de l'année précédente. Il est composé de Fred (président), Jean-Michel Boucheron (maire), Pierre Veilletet, Jean-Paul Morel, Robert Escarpit, Monique Bussac, Adrienne Kirkorian, François Pierre, Dominique Bréchoteau, Thierry Lagarde, Jean-François Vassiliade (enfant en classe de 6e), Pierre Pascal. Par ailleurs, en 1981, les prix prennent le nom de Alfred en hommage au personnage créé par Alain Saint-Ogan.
- Grand prix : Jean Giraud/Moebius
- Alfred de la meilleure bande dessinée de l'année :

Carlos Giménez, Paracuellos, t. 1, Audie
Didier Comès, Silence, Casterman
- Alfred de l'espoir : Daniel Goossens, La Vie d'Einstein, t. 1 : Enfance, Audie
- Alfred enfant (sélection de la classe de 6e du CES des Rochers) : Roba, Boule et Bill, t. 18 : Bill est Maboul, Dupuis
- Alfred Fanzine (« prix Saucisson Smith ») : Plein la gueule pour pas un rond (Montrouge). À la suite d'une erreur, le prix est partagé par Basket Bitume (Tours)
- Prix des lectrices de Elle : Hugo Pratt.

## Déroulement du festival
- Le musée d'Angoulême acquiert et présente plus de 400 planches de bande dessinée. C'est une première en France.
- Le groupe niçois Arthéa joue dans la rue piétonne sur des instruments expérimentaux.